# Copris propinquus
Copris propinquus là một loài bọ cánh cứng trong họ Bọ hung (Scarabaeidae).